# Dokumentation lebensgeschichtlicher Aufzeichnungen
Die Dokumentation lebensgeschichtlicher Aufzeichnungen im Rahmen des Instituts für Wirtschafts- und Sozialgeschichte der Universität Wien ist eine Sammelstelle für populare Autobiografik und umfasst heute etwa 3000 großteils unveröffentlichte Lebenszeugnisse von Menschen der verschiedensten historischen Epochen und sozialen Schichten. Träger der Einrichtung ist neben der Universität Wien der gleichnamige Verein „Dokumentation lebensgeschichtlicher Aufzeichnungen“.
Die von Michael Mitterauer 1983 gegründete Institution hat sich zur Aufgabe gesetzt, die gesammelten autobiografischen Materialien sowohl der wissenschaftlichen Aufarbeitung zuzuführen als auch Experten wie interessierten Laien zu Studienzwecken zu öffnen. Im Rahmen der wissenschaftlichen Bearbeitung sind in der Reihe „Damit es nicht verloren geht“ bei Böhlau bereits etwa 60 Bände erschienen, die sich mit so verschiedenartigen Themen wie dem Leben von Bauernmägden in der Zwischenkriegszeit, mit dem Phänomen der Massenmotorisierung, aber etwa auch mit Beichterfahrungen oder dem Aufwachsen als uneheliches Kind am Land beschäftigen.
Dabei werden auch die Ergebnisse von Schreibaufrufen zu bestimmten Sachthemen verarbeitet, die zum Teil in Zusammenarbeit mit Gebietskörperschaften (vor allem Gemeinden) erstellt werden. Die „Dokumentation lebensgeschichtlicher Aufzeichnungen“ verfügt über einen eigenen, nicht gewinnorientierten Trägerverein, ist aber weiter an das Institut, von dem aus sie gegründet wurde, angebunden.
Die meisten heute vorhandenen Texte der Dokumentation beleuchten rückblickend die erste Hälfte des 20. Jahrhunderts, etwa 60 Prozent stammen von Frauen. Es ist den Leitern der Dokumentation ein besonderes Anliegen, auch und besonders Texte von Personen unterer Sozialschichten, für die autobiografisches Schreiben eher ungewohnt ist, zu gewinnen und solche Personen dazu zu animieren, ihre Lebenserfahrungen schriftlich festzuhalten.